# Osona
L’Osona est une comarque catalane d'Espagne, située dans la province de Barcelone, à l'exception des trois communes d'Espinelves, de Vidrà et de Viladrau qui se trouvent dans la zone limitrophe de la province de Gérone. Son chef-lieu est Vic.
Elle s'étend sur 1 260 km2.

## Carte
| Anoia Bages Segarra Solsonès Conca de · Barberà Moianès Osona Berguedà Basse · Cerdagne Alt · Urgell Pallars · Sobirà Val d'Aran Alta · Ribagorça Pallars · Jussà Noguera Urgell Pla · d'Urgell Segrià Garrigues Alt · Penedès Baix · Llobregat Barcelonès Vallès · Occidental Maresme Vallès · Oriental Ripollès Garrotxa Alt Empordà Pla de · l'Estany Gironès Selva Baix · Empordà Garraf Baix · Penedès Tarragonès Alt · Camp Baix · Camp Priorat Ribera · d'Ebre Terra · Alta Baix Ebre MontsiàFrance Pyrénées-Orientales Ariège Haute · Garonne Andorre Aragon Communauté valencienneMer Méditerranée |

## Géographie
Située au nord-ouest de la dépression centrale catalane, la comarque jouxte les Pré-Pyrénées au nord, les chaînes montagneuses transversale au nord-est et pré-littorale au sud-est.
Elle fait partie des Comarques centrales et est limitrophe des comarques du Ripollès, de la Garrotxa et du Berguedà au nord, de Bages à l'ouest, de la Selva à l'est et du Vallès Oriental au sud.

## Histoire
Osona est aussi le nom d'un comté carolingien qui avait comme capitale la ville de Vic.

## Population et activité économique
| Communes                   | Population (2014) | Superficie km2 |
| -------------------------- | ----------------- | -------------- |
| Alpens                     | 300               | 13.8           |
| Balenyà                    | 3 724             | 17.4           |
| El Brull                   | 263               | 41.0           |
| Calldetenes                | 2 429             | 5.8            |
| Centelles                  | 7 333             | 15.2           |
| Espinelves                 | 196               | 17.4           |
| L'Esquirol                 | 2 188             | 61.8           |
| Folgueroles                | 2 259             | 10.5           |
| Gurb                       | 2 545             | 51.6           |
| Lluçà                      | 257               | 53.0           |
| Malla                      | 266               | 11.0           |
| Manlleu                    | 20 279            | 17.2           |
| Les Masies de Roda         | 737               | 16.4           |
| Les Masies de Voltregà     | 3 186             | 22.4           |
| Montesquiu                 | 895               | 4.9            |
| Muntanyola                 | 595               | 40.3           |
| Olost                      | 1 186             | 29.4           |
| Orís                       | 303               | 27.2           |
| Oristà                     | 557               | 68.5           |
| Perafita                   | 407               | 19.6           |
| Prats de Lluçanès          | 2 624             | 13.8           |
| Roda de Ter                | 6 124             | 2.2            |
| Rupit i Pruit              | 300               | 47.8           |
| Sant Agustí de Lluçanès    | 91                | 13.2           |
| Sant Bartomeu del Grau     | 875               | 34.4           |
| Sant Boi de Lluçanès       | 556               | 19.5           |
| Sant Hipòlit de Voltregà   | 3 446             | 0.9            |
| Sant Julià de Vilatorta    | 3 123             | 15.9           |
| Sant Martí d'Albars        | 106               | 14.7           |
| Sant Martí de Centelles    | 1 093             | 25.6           |
| Sant Pere de Torelló       | 2 436             | 55.1           |
| Sant Quirze de Besora      | 2 148             | 8.1            |
| Sant Sadurní d'Osormort    | 86                | 30.6           |
| Sant Vicenç de Torelló     | 1 975             | 6.6            |
| Santa Cecília de Voltregà  | 173               | 8.6            |
| Santa Eugènia de Berga     | 2 233             | 7.0            |
| Santa Eulàlia de Riuprimer | 1 259             | 13.8           |
| Santa Maria de Besora      | 162               | 24.7           |
| Seva                       | 3 488             | 30.4           |
| Sobremunt                  | 83                | 13.8           |
| Sora                       | 175               | 31.7           |
| Taradell                   | 6 219             | 26.5           |
| Tavèrnoles                 | 317               | 18.8           |
| Tavertet                   | 125               | 32.5           |
| Tona                       | 8 012             | 16.5           |
| Torelló                    | 13 949            | 13.5           |
| Vic                        | 41 956            | 30.6           |
| Vidrà                      | 169               | 34.4           |
| Viladrau                   | 1 037             | 50.7           |
| Vilanova de Sau            | 314               | 58.8           |
| • Total: 50                | 154 559           | 1 245.1        |

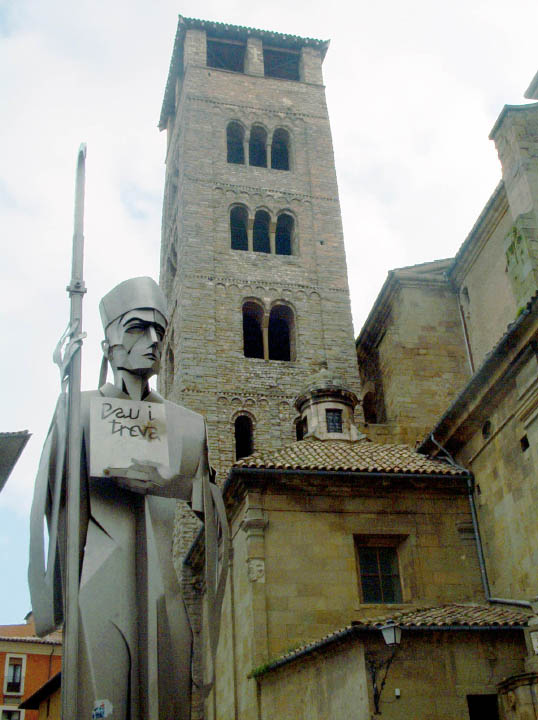
Hommage a la Paix, devant le clocher de la cathédrale de Vic.
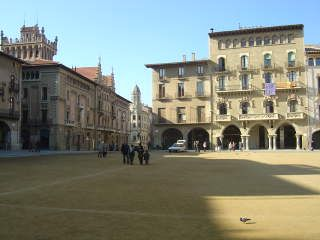
Vic - Grande place.
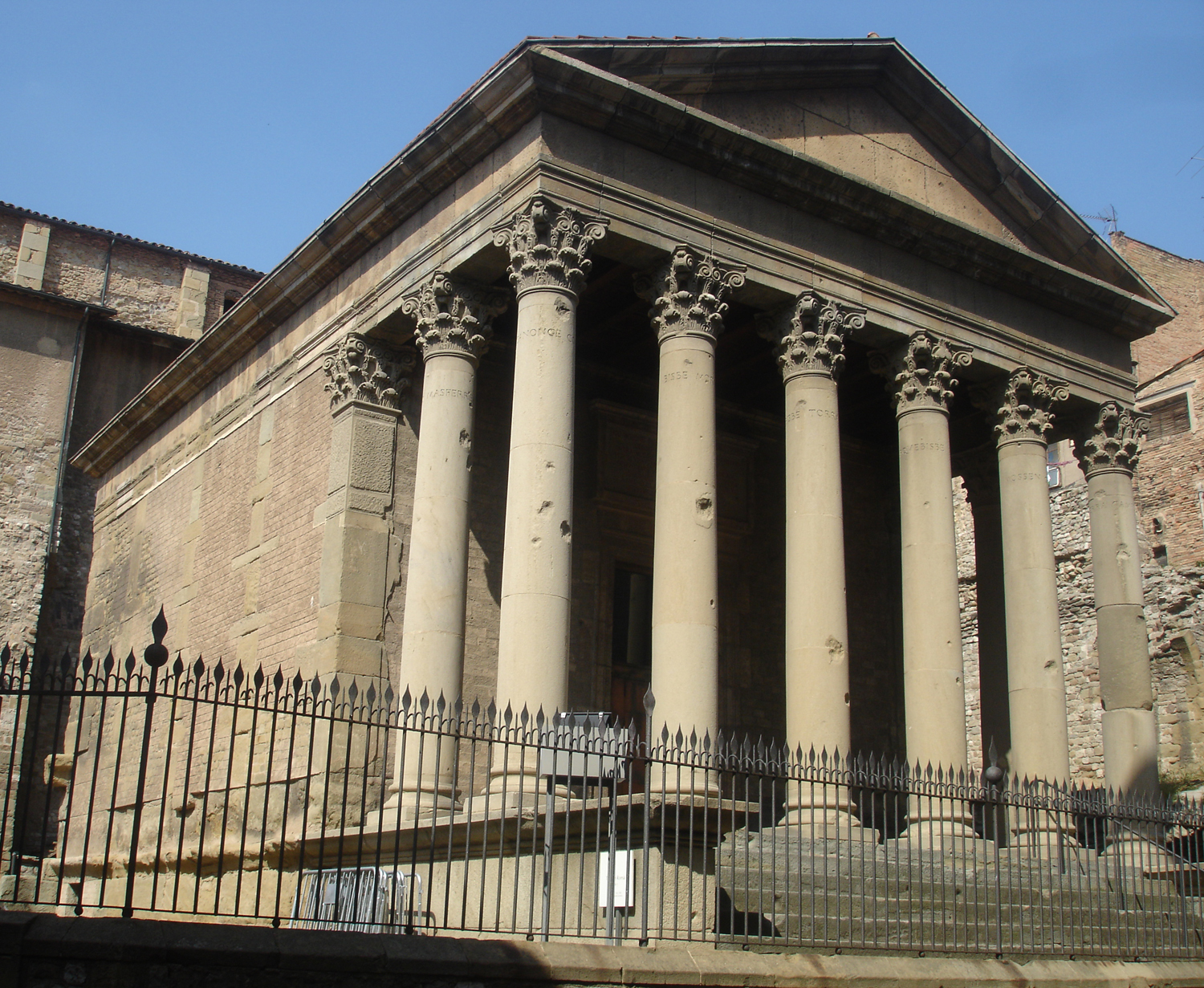
Vic - Temple romain.
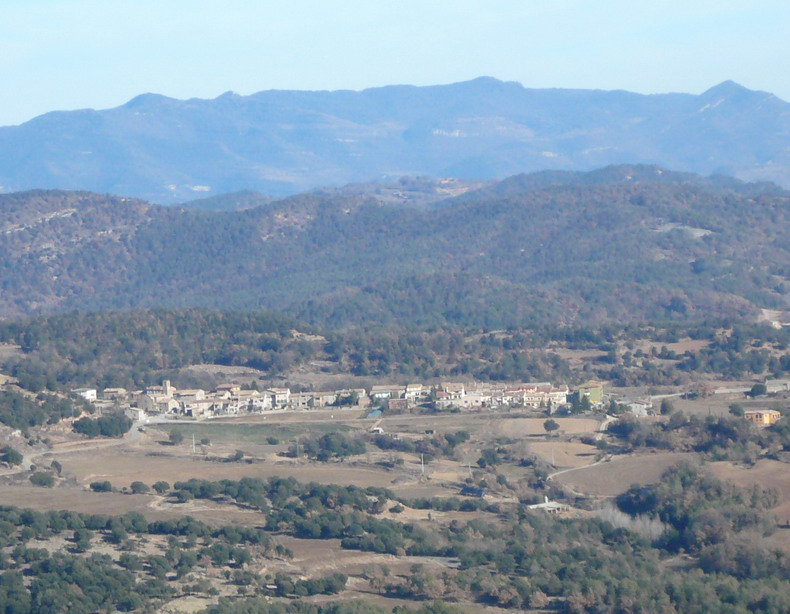
Santa Eulalia de Puigoriol.

51 communes composent la comarque. Certaines sont fort étendues, comme Oristà avec 68,88 km2 mais pour autant peu peuplée. À l'inverse, Sant Hipòlit de Voltregà est la plus petite (0,97 km²) alors que le nombre de ses habitants est plus élevé qu'à Oristà.
Très active, la comarque est dotée d'une université, à Vic où l'on trouve également tous les services habituellement disponibles dans les grandes villes. Les autres agglomérations sont Manlleu, à 7 km de Vic, et Torelló à 15 km.
Traversée par le fleuve Ter, la comarque sera le siège d'une industrie textile qui permettra son enrichissement, de même que l'élevage porcin. Aujourd'hui, la zone connaît un équilibre entre les trois secteurs économiques, les services allant croissants. L'Université de Vic (es) est un facteur dynamisant.

## Démographie
| 1497    | 1515    | 1553    | 1717   | 1787   | 1857   | 1860   | 1877   | 1887   |
| ------- | ------- | ------- | ------ | ------ | ------ | ------ | ------ | ------ |
| 1 653 f | 1 811 f | 2 243 f | 23 033 | 41 477 | 66 052 | 63 791 | 60 685 | 58 450 |

| 1900   | 1910   | 1920   | 1930   | 1940   | - | - | - | - |
| ------ | ------ | ------ | ------ | ------ | - | - | - | - |
| 60 127 | 63 800 | 68 260 | 75 396 | 75 175 | - | - | - | - |

| 1950   | 1960   | 1970    | 1981    | 1990    | 1992    | 1994    | 1996    | 1998    |
| ------ | ------ | ------- | ------- | ------- | ------- | ------- | ------- | ------- |
| 79 036 | 88 462 | 102 330 | 114 612 | 118 285 | 118 103 | 121 135 | 122 923 | 124 320 |

| 2000    | 2002    | 2004    | 2006    | - | - | - | - | - |
| ------- | ------- | ------- | ------- | - | - | - | - | - |
| 126 853 | 132 601 | 138 630 | 145 790 | - | - | - | - | - |

## Célébrités
L'Osona est la terre de grands écrivains et de poètes, tels que Verdaguer (ca), Emili Teixidor (ca) ou Miquel Martí i Pol (ca), parmi tant d'autres. De très bons musiciens y ont également vécu : Pep Sala (ca), Rafel Subirachs (ca), els Esquirols, Sau(ca), Quimi Portet (ca), Ricard Puigdomènech (ca), ainsi que la cinéaste Clara Roquet, née à Malla.